# Max Herz
Max Herz (* 19 mai 1856, Otlaka (Grăniceri, Arad) - 5 mai 1919, Zürich) a fost un arhitect din Transilvania, de origine evreu, care a activat in Egipt,la Cairo, director al "Comitetului de Prezervare a Artei Islamice" din Egipt, ridicat la rang de bei și apoi de pașă.